# Андриск
Андри́ск (др.-греч. Ἀνδρίσκος, лат. Andriscus), или Псе́вдо-Фили́пп (др.-греч. Ψευδο-Φίλιππος; II век до н. э.) — последний царь Македонии, правивший в 149—148 годах до н. э. Родился в Малой Азии и был человеком самого низкого происхождения. Объявил себя сыном царя Персея Филиппом, в союзе с фракийцами установил контроль над всей Македонией и разбил римскую провинциальную армию, начав таким образом четвёртую Македонскую войну. Уже в 148 году до н. э. Андриск был разгромлен претором Квинтом Цецилием Метеллом, бежал к фракийцам, но был выдан римлянам. После триумфа в Риме его, вероятно, казнили.
Вследствие восстания Андриска Македония была преобразована в римскую провинцию.

## Македония накануне восстания Андриска

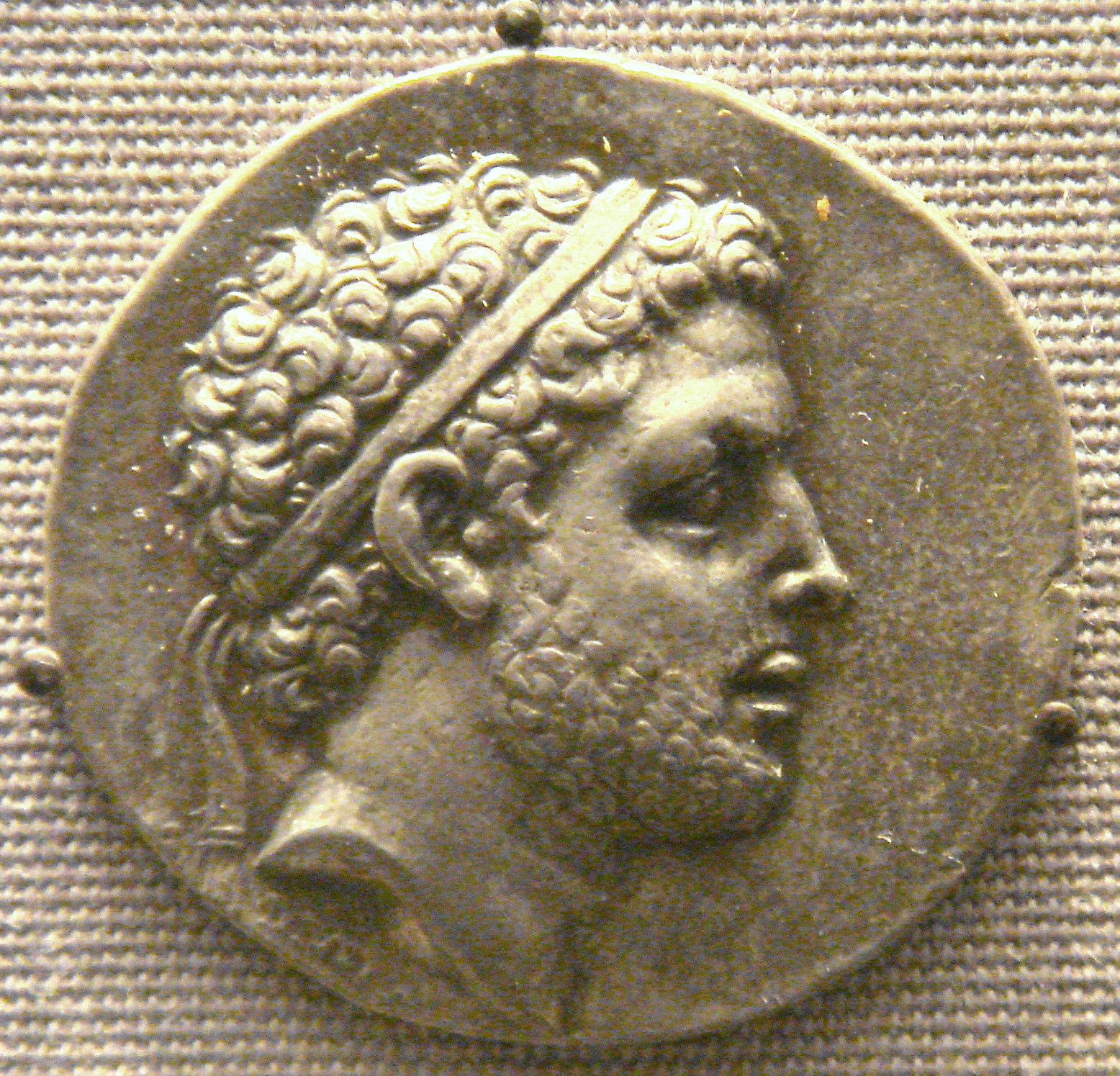
Изображение царя Персея на тетрадрахме

Одержав победу в Третьей Македонской войне (168 год до н. э.), римляне разделили Македонское царство на четыре аристократические республики (мериды), полностью изолированные друг от друга, не имевшие собственных армий и выплачивавшие половину прежних податей Риму. Жители этих государств не могли иметь собственность в других республиках, вести торговлю с «иностранцами», вывозить строевой лес, разрабатывать серебряные и золотые рудники. По словам Ливия, раздел Македонии «казалось, уподобил страну живому существу, рассечённому на части, нежизнеспособные друг без друга». Такие порядки привели к массовой нищете и обострению внутренней борьбы, вследствие чего многие македоняне мечтали о восстановлении царской власти, которая бы могла объединить страну; при этом знать в основном была настроена проримски, тогда как народ готов был поддержать любые выступления против Рима.
Последние члены царского дома — Персей, двое его сыновей и дочь — были увезены в Италию. Персей умер в 164 году до н. э., находясь под домашним арестом в Альбе Фуцинской; спустя два года там же умер и один из его сыновей Филипп. Второй, Александр, получил свободу и стал писцом. Таким образом, на Балканах не осталось ни одного Антигонида; между тем Персей был во время своего царствования очень популярен как в Македонии, так и в Греции, и оставил после себя очень хорошую память.

## Биография самозванца

### В Азии
Андриск происходил из города Адрамиттий в Мизии. Он был «человеком тёмного происхождения»: родился в валяльной мастерской, а может быть, даже был рабом.
Около 150 года до н. э. Андриск начал рассказывать, что на самом деле он — царевич Филипп, сын Персея. Его рассказы подкрепляло наличие внешнего сходства. Самозванец нашёл сторонников в Македонии («побудил к отпадению многих»), но всё же потерпел неудачу — вероятно, из-за плохой подготовки. Тогда он отправился в Сирию и обратился за поддержкой к Деметрию Сотеру, чья сестра Лаодика была его предполагаемой матерью. Деметрий, вероятно, чтобы избежать внешнеполитических осложнений, передал Андриска в руки римлян.
Сенат назначил Андриску один из италийских городов в качестве места проживания под надзором; но тот вскоре бежал и приплыл в Милет. Здесь он продолжал выдавать себя за македонского царевича, причём его рассказы стали обрастать подробностями: ещё ребёнком, когда шла война с Римом, он якобы был отдан на воспитание некоему критянину, чтобы царский дом не погиб полностью. Только двенадцатилетним он узнал о своём истинном происхождении от мнимого отца, который перед смертью всё ему рассказал и передал опечатанную самим Персеем табличку, где сообщалось о двух кладах — в Амфиполе и Фессалонике, на 150 и 70 талантов серебра соответственно.
Милетские власти снова арестовали Андриска, но не знали, что с ним делать. Они обратились с соответствующим вопросом к случайно оказавшимся в городе римским уполномоченным, но те не отнеслись к проблеме серьёзно и посоветовали отпустить арестованного. Согласно Диодору Сицилийскому, только теперь Андриск «решил притворяться всерьёз и сделать реальностью своё лицедейство». Он разыскал бывшую наложницу Персея по имени Каллиппа, жившую в Пергаме, растрогал её своей историей и получил деньги, на которые смог купить царское одеяние, диадему и двух рабов; Каллиппа же посоветовала ему отправиться во Фракию к одному из местных вождей Тересу, который был женат на сестре Персея. По пути Андриск заехал в Византий и был здесь встречен с царскими почестями.

### Во Фракии
Уже на пути к Тересу Андриск собрал вокруг себя толпы сторонников. Для фракийцев усиление римского влияния на юге Балкан грозило разрывом старинных экономических связей с Македонией и Грецией, поэтому они готовы были принять участие в войне против Рима. Терес, наверняка будучи осведомлённым о судьбе племянника жены, всё же признал в своём госте царевича Филиппа, увенчал его диадемой, дал Псевдо-Филиппу сотню воинов и представил его другим вождям, которые дали ещё сто бойцов. Один из вождей по имени Барсаб даже согласился принять участие в походе самозванца, целью которого было возвращение «отцовского царства». По выражению исследовательницы Н. Мурыгиной, «вся Фракия с её огромными людскими резервами, богатейшими хлебными запасами встала на сторону Македонии, и в данном случае Андриска».

### В Македонии
В 149 году до н. э. Андриск появился с войском в Македонии, «как бы с неба упавший». Он разбил местные ополчения в двух сражениях — к западу от реки Стримон, в Одомантике, и к востоку; после этого вся страна в границах времён Персея признала его своим царём. Из сообщения эпитоматора Ливия («Андриск… захватил почти всю Македонию, в иных местах силою, а в иных с согласия местных жителей») следует, что часть населения перешла на его сторону добровольно. О внутренней политике Псевдо-Филиппа почти ничего не известно. Вероятно, он воссоединил отдельные части страны, что косвенным образом подтверждают нумизматические данные: вместо монет разрозненных республик в эти годы (149—148 до н. э.) в Македонии начинают чеканить серебряную монету единого образца с надписями того же вида, что и до 168 года. На тетрадрахмах появилась надпись «Βασιλεός Φίλιππος» («царь Филипп»), что свидетельствует о признании Андриска царём. Некоторые источники сообщают о его репрессиях против богатых, на основании чего в историографии делались предположения об отмене долгов и перераспределении земельных фондов.
Фессалийцы сочли себя вынужденными просить у Ахейского союза помощи против агрессии с севера. Римский легат Публий Корнелий Сципион Назика попытался предотвратить расширение территорий, контролируемых Псевдо-Филиппом, путём переговоров, а потерпев неудачу, возглавил ахейское и пергамское ополчения, вставшие на защиту Фессалии. Рим отправил на помощь своим сателлитам претора Публия Ювенция Флакка с одним легионом, но тот слишком опрометчиво вступил в бой с врагом, «сильным не только македонскими, но и огромными вспомогательными войсками Фракии», и погиб вместе с почти всеми своими людьми. Теперь Псевдо-Филипп контролировал большую часть Фессалии. В это время велись даже переговоры о союзе со смертельным врагом Рима Карфагеном, пока успешно отбивавшим нападение римской армии в ходе Третьей Пунической войны. Каких-либо результатов эти переговоры не имели, но всё же сделали ситуацию заметно более опасной для Рима.
В этой ситуации несмотря на ожесточённые войны в Африке и Испании Риму пришлось направить на Балканы более сильную армию. Её возглавил ещё один претор — Квинт Цецилий Метелл. При поддержке пергамского флота он вторгся непосредственно в Македонию. В первой кавалерийской схватке перевес оказался на стороне македонян, но в дальнейшем в армии Андриска началась дезорганизация из-за внутренних распрей и дезертирства. Псевдо-Филипп совершил серьёзную ошибку, отправив часть армии в Фессалию. В решающем сражении при Пидне (там же, где двадцатью годами ранее был разбит его мнимый отец) он потерпел поражение; во многом это стало следствием измены его военачальника Телеста, вместе с которым на сторону римлян перешла вся конница. Андриск бежал во Фракию и вернулся с новым войском, но опять был разбит. После этого фракийцы потеряли веру в победу своего союзника и в конце концов династ Бизий выдал его Метеллу.

### После разгрома

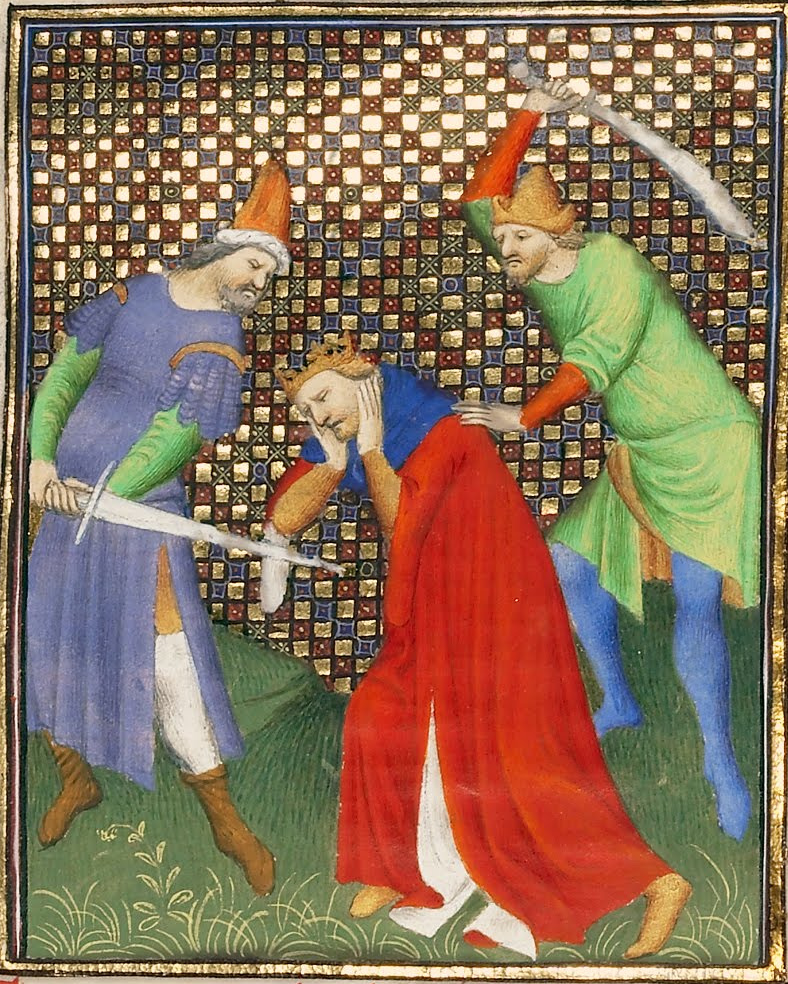
Смерть Псевдо-Филиппа на миниатюре XV века

Андриска привезли в оковах в Рим, и здесь в 145 году до н. э., в день триумфа Метелла, он прошёл по городу перед колесницей триумфатора. О дальнейшей его судьбе ничего не известно: вероятно, пленник был казнён. Метелл же за свою победу получил агномен Македонский.
Выступление Псевдо-Филиппа подтолкнуло Рим к аннексии Македонии, ставшей очередной римской провинцией. Это означало переход от сципионовской политики создания системы зависимых государств к политике прямого подчинения. В Македонии появлялись и другие самозванцы — Псевдо-Александр в 142 году и ещё один Псевдо-Филипп в 139 году до н. э., но в обоих случаях восстания уже не достигали прежнего размаха.

## Оценки личности Андриска и его деятельности
Источники, рассказывающие об Андриске, в большинстве являются проримскими и представляют собой главным образом рассказ о войне между Псевдо-Филиппом и Римом. Полибий утверждает, что в 168 году до н. э. «македонянам римляне оказали важные и многочисленные услуги и избавили их от прежних тяжких и кровавых междоусобиц»; соответственно Андриск в его изображении — «негодяй» и виновник крайней дестабилизации обстановки, а причины его первоначальных успехов остаются непонятными историку. Негативные оценки личности Псевдо-Филиппа звучат и у Диодора Сицилийского, который говорит, что самозванец «был жестоким, кровожадным и надменным, и, кроме того, обуреваем жадностью и всякими низменными качествами».
Только один античный автор — Павсаний — утверждает, что последний царь Македонии действительно был Филиппом, сыном Персея. В историографии это оценивается как доказательство того, что «легенда о царском происхождении Андриска получила во время Павсания, видимо, всеобщее признание».
У ряда историков XIX века восстание Андриска оценивается как вспышка национальной борьбы, использованная в своих интересах авантюристом. М. И. Ростовцев считал, что это восстание представляло собой как политический, так и социальный протест, и стоит в одном ряду с восстанием Аристоника в Пергаме, народными движениями в птолемеевском Египте и Сирии.
Предметом дискуссии стал вопрос о роли в восстании монархических идей. Одни историки считают, что восстановление монархии было главной целью Андриска, и что именно это стало причиной его неудачи; другие — что династические лозунги являлись только ширмой, скрывавшей масштабное освободительное движение. Советский исследователь Н. Мурыгина называет это движение национально-освободительным, приобретшим социальный характер.

### Первоисточники
1. Аммиан Марцеллин. Римская история. — М.: Ладомир, 2005. — 640 с. — ISBN 5-86218-212-8.
2. Луций Анней Флор. Эпитомы // Малые римские историки. — М.: Ладомир, 1996. — 99-190 с. — ISBN 5-86218-125-3.
3. Веллей Патеркул. Римская история // Малые римские историки. — М.: Ладомир, 1996. — С. 11—98. — ISBN 5-86218-125-3.
4. Диодор Сицилийский. Историческая библиотека. Сайт «Симпосий». Дата обращения: 23 ноября 2015.
5. Флавий Евтропий. Бревиарий римской истории. — СПб.: Алетейя, 2001. — 305 с. — ISBN 5-89329-345-2.
6. Иоанн Зонара. Epitome historiarum. — Leipzig, 1869. — Т. 2.
7. Тит Ливий. История Рима от основания города. — М.: Наука, 1994. — Т. 3. — 768 с. — ISBN 5-02-008995-8.
8. Павсаний. Описание Эллады. — М.: Ладомир, 2002. — Т. 2. — 503 с. — ISBN 5-86218-298-5.
9. Плутарх. Сравнительные жизнеописания. — М.: АСТ, 2001. — Т. 3. — С. 153—192. — ISBN 5-306-00240-4.
10. Полибий. Всеобщая история. — М.: АСТ, 2004. — 765 с. — ISBN 5-17-024957-8.
11. Страбон. География. — М.: Ладомир, 1994. — 944 с.

### Вторичные источники
1. Rostovtzeff M. A Social and Economic History of the Hellenistic World (англ.). — Oxford, 1941.
2. Wilcken U. Andriskos 4 (нем.) // RE. — 1894. — Bd. I, 2. — S. 2141—2143.
3. Ковалёв С. История Рима. — М.: Полигон, 2002. — 864 с. — ISBN 5-89173-171-1.
4. Моммзен Т. История Рима. — Ростов-на-Дону: Феникс, 1997. — Т. 2. — 640 с. — ISBN 5-222-00047-8.
5. Мурыгина Н. Сопротивление фракийских племён римской агрессии и восстание Андриска // Вестник древней истории. — 1957. — № 2. — С. 69—84.
6. Родионов Е. Пунические войны. — СПб.: СПбГУ, 2005. — 626 с. — ISBN 5-288-03650-0.
7. Шофман А. История античной Македонии. — Казань: Издательство Казанского университета, 1960.